# Luis Fernando Páez
Luis Fernando Páez (Lambaré, 1989. december 19. – 2019. április 7.) paraguayi labdarúgó.

## Pályafutása

### Labdarúgóklubok
- 2006-2007: Tacuary
- 2007-2009: Sporting CP
- 2009-2011: Tacuary
- 2015: Cristobál Colón
- 2015-2019: Indepentent FC